# قرية احنانة
احنانة هي مقر بلدية بن داود بولاية برج بوعريريج الجزائرية، تضم حوالي 2000 نسمة وتتوفر على أغلب المرافق كالمستشفى ومركز بريد والثانوية.
بدأت القرية في الاستفادة من برامج الإنعاش فاستفادت مؤخرا من الطريق الرابط بينها وبين بلدية المسدور بولاية البويرة المجاورة وهذا لفك العزلة وهو في طريق الإنجاز.